# Fleur van Dooren
Fleur van Dooren (Rotterdam, 26 januari 1989 – aldaar, 9 februari 2024) was een Nederlands hockeyster. 

## Loopbaan
In de periode 2005-2006 kwam zij in actie voor het Nederlands zaalteam.
Van Dooren maakte haar debuut voor Oranje op 21 mei 2008 in een met 0-1 verloren duel tegen Japan op het toernooi om de Champions Trophy 2008 te Mönchengladbach, Duitsland. Zij speelde tevens de gewonnen halve finale tegen Australië (2-1). In de strijd om brons won Nederland op 25 mei 2008 met 3-0 van China.
Van Dooren was van oudsher lid bij HC Rotterdam, dat in de Hoofdklasse uitkomt. Vanaf vijfjarige leeftijd hockeyde zij zich er een weg naar het eerste damesteam. Reeds op vijftienjarige leeftijd was er het debuut. In 2007 was er een korte uitstap naar Nieuw-Zeeland, waar zij gedurende een maand voor Midlands in de National Hockey League uitkwam. In het seizoen 2012/13 speelde ze voor Pinoké.

## Belangrijkste prestatie
Van Dooren speelde met Rotterdam tweemaal in de play-offs, in 2006 en 2008.
- Champions Trophy 2008, Mönchengladbach

## Overlijden
Na jaren met depressieve klachten overleed Fleur van Dooren in februari 2024 op 35-jarige leeftijd via euthanasie.